# Ludwik Maria de Borbón y Vallabriga
Ludwik Maria de Borbón y Vallabriga, XIV hrabia Chinchón (ur. 22 maja 1777 w Cadalso de los Vidrios, zm. 19 marca 1823 w Madrycie) – hiszpański arystokrata z dynastii Burbonów, kardynał diakon Kościoła Matki Bożej ze Schodów w Rzymie, arcybiskup Sewilli i Toledo, prymas Hiszpanii. Regent Hiszpanii w latach 1813–1814, w czasie wojny niepodległościowej toczonej przeciwko Francuzom. 
Miał poglądy liberalno-oświeceniowe, propagował pierwszą hiszpańską konstytucję, a w 1810 podpisał dekret o zniesieniu Inkwizycji. Po przywróceniu monarchii absolutnej spotkały go represje. Zmarł w 1823 na krótko przed zakończeniem trzylecia liberalnego w Hiszpanii.

## Życiorys

### Pochodzenie i dzieciństwo

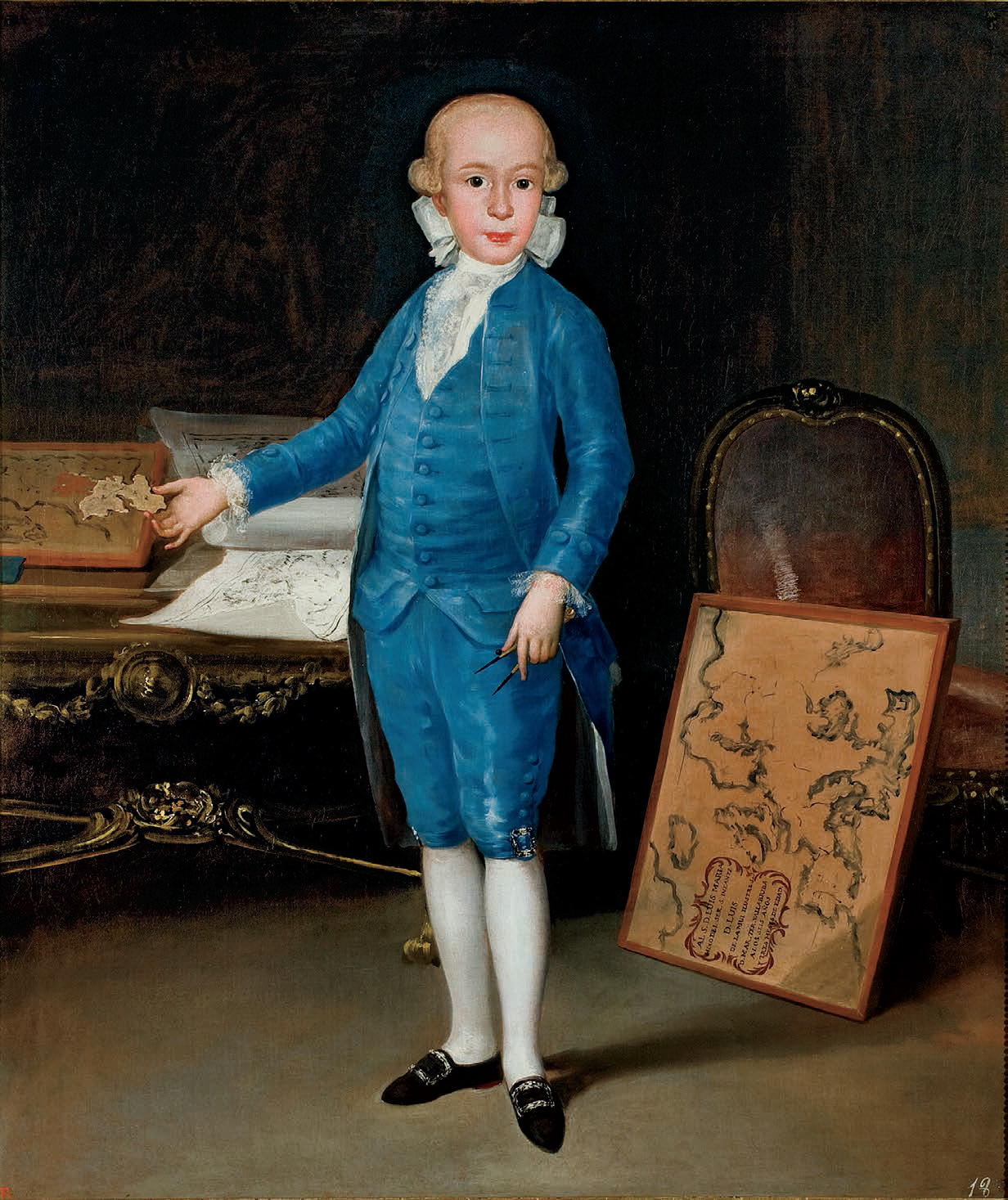
Portret Ludwika Marii de Borbón y Vallabriga, Goya, 1783

Ojcem Ludwika Marii był infant Ludwik Antoni (1727–1785), jeden z synów króla Filipa V i młodszy brat panującego od 1759 króla Karola III. Przeznaczono dla niego karierę kościelną – już w wieku 8 lat został arcybiskupem Toledo i tym samym prymasem Hiszpanii. W 1754 porzucił jednak stan duchowny, a w 1776 ożenił się z Marią Teresą de Vallabriga, aragońską szlachcianką. Karol III obawiał się, że dzieci jego brata mogłyby zgłaszać pretensje do hiszpańskiego tronu. Według prawa wprowadzonego przez Filipa V tron mogło dziedziczyć jedynie potomstwo urodzone i wychowane w Hiszpanii, a syn i następca Karola III urodził się w Neapolu. Król udzielił zgody na małżeństwo infanta z Marią Teresą, jednocześnie uznając je za morganatyczne. Stosując uchwaloną na tę okazję sankcję pragmatyczną o nierównych małżeństwach z 1776, wydalił parę z dworu i stolicy. Odebrano im również prawo do używania nazwiska i herbu Burbonów, a ewentualne dzieci miały nosić nazwisko matki.
Ludwik Maria był pierwszym dzieckiem infanta i Marii Teresy de Vallabriga, urodził się 22 maja 1777 w Cadalso de los Vidrios. Wychował się z dala od królewskiego dworu, bez przywilejów i korzyści płynących z należnego mu miejsca w linii sukcesyjnej do hiszpańskiego tronu. Od końca 1777 rodzice Ludwika Marii mieszkali w posiadłościach poza stolicą, w Arenas de San Pedro i Velada. Urodziły się tam jego dwie siostry, Maria Teresa i Maria Ludwika. Ich dom był ważnym centrum kultury – Ludwik Antoni i jego żona skupiali wokół siebie wielu utalentowanych malarzy, pisarzy i muzyków, nad którymi sprawowali mecenat. Pomimo że wychował się na wygnaniu i z dala od dworu, Ludwik Maria miał okazję odebrać oświeceniowe wychowanie właściwe dla młodego arystokraty. Jego nauczycielem był bibliotekarz ojca Miguel Ramón y Linacero, który udzielał mu lekcji gramatyki, matematyki, sztuk pięknych i muzyki – chłopiec uczył się gry na skrzypcach. Na portrecie pędzla Goi z 1783 pozuje w czasie lekcji geografii.
Pomimo że dwór infanta funkcjonował na wygnaniu, królewski protokół był przestrzegany. W pałacu pracowała liczna służba – świta została uwieczniona na portrecie pędzla Goi Rodzina infanta don Luisa, na którym Ludwik Maria stoi obok ojca. Chłopiec miał osobistego opiekuna duchownego Estanislao Lugo, sprowadzonego z Paryża nauczyciela tańca Alexisa Huarda, oraz fechtmistrza. Jego mentorem był także sam ojciec, pasjonujący się sztuką i historią naturalną. Zaszczepił w nim zainteresowanie nauką i sztuką, które Ludwik Maria rozwijał przez całe życie. Możliwe, że także po ojcu odziedziczył charakter – był nieśmiały i zamknięty w sobie, łatwo ulegał wpływom.
Ludwik Antoni zmarł w 1785, z rozkazu Karola III dzieci zostały odebrane matce i wysłane do Toledo. Edukacją ośmioletniego Ludwika Marii zajął się przyjaciel jego ojca, arcybiskup Toledo Francisco de Lorenzana, a jego siostry trafiły do klasztoru św. Klemensa. Mimo starań Teresy de Vallabriga, Estanislao Lugo nie mógł towarzyszyć Ludwikowi Marii w Toledo, natomiast kardynał zaakceptował jego nauczyciela Miguela de Ramón y Linacero. Król Karol III zaplanował życie klasztorne dla wszystkich dzieci brata, eliminując w ten sposób ich potencjalne roszczenia do tronu i możliwość posiadania prawnego potomstwa.

### Rehabilitacja
Krótko po wstąpieniu na tron Karola IV oraz jego małżonki Marii Ludwiki Parmeńskiej, rodzina Ludwika Marii została zrehabilitowana. W 1797 królowa Maria Ludwika zaaranżowała małżeństwo jego siostry Marii Teresy ze swoim faworytem i pierwszym ministrem króla, Manuelem Godoyem, aby w ten sposób podnieść jego status społeczny. Ludwik Maria prowadził negocjacje z koroną na temat warunków małżeństwa jego siostry, dzięki którym rodzeństwo Vallabriga odzyskało tytuły i liczne przywileje utracone przez małżeństwo ojca.
Testament infanta Ludwika Antoniego przysparzał wielu problemów, głównie przez niezgodność woli zmarłego z postanowieniami sankcji pragmatycznej o nierównych małżeństwach. Ludwik Maria miał odziedziczyć po ojcu tytuł i majątek hrabiego Chinchón. O przyznanie tytułu ubiegał się w jego imieniu kurator i opiekun Eugenio Martínez. Początkowo królewska izba kategorycznie odrzuciła petycję, opierając się na sankcji, według której członkowie rodziny królewskiej zawierający małżeństwa morganatyczne tracili królewskie przywileje. Martínez argumentował jednak dalej, że tytuł i majątek hrabiego Chinchón infant nabył własnymi środkami, nie był on więc związany z koroną. W 1794 Karol IV zgodził się przyznać mu tytuł, który kardynał rok później przekazał swojej siostrze Marii Teresie.
Dekretem z 4 sierpnia 1799 Karol IV przywrócił rodzeństwu Vallabriga prawo do używania nazwiska i herbu Burbonów oraz nadał im najwyższy tytuł arystokratyczny grandów Hiszpanii. Dzięki protekcji wpływowego szwagra kariera Ludwika Marii nabrała tempa, w 1800 został kardynałem. Przyznano mu Wielki Krzyż Orderu Karola III. Otrzymał także tytuł markiza de San Martín de la Vega i został wielkim kanclerzem Kastylii i członkiem Rady Państwa.

### Kariera duchowna

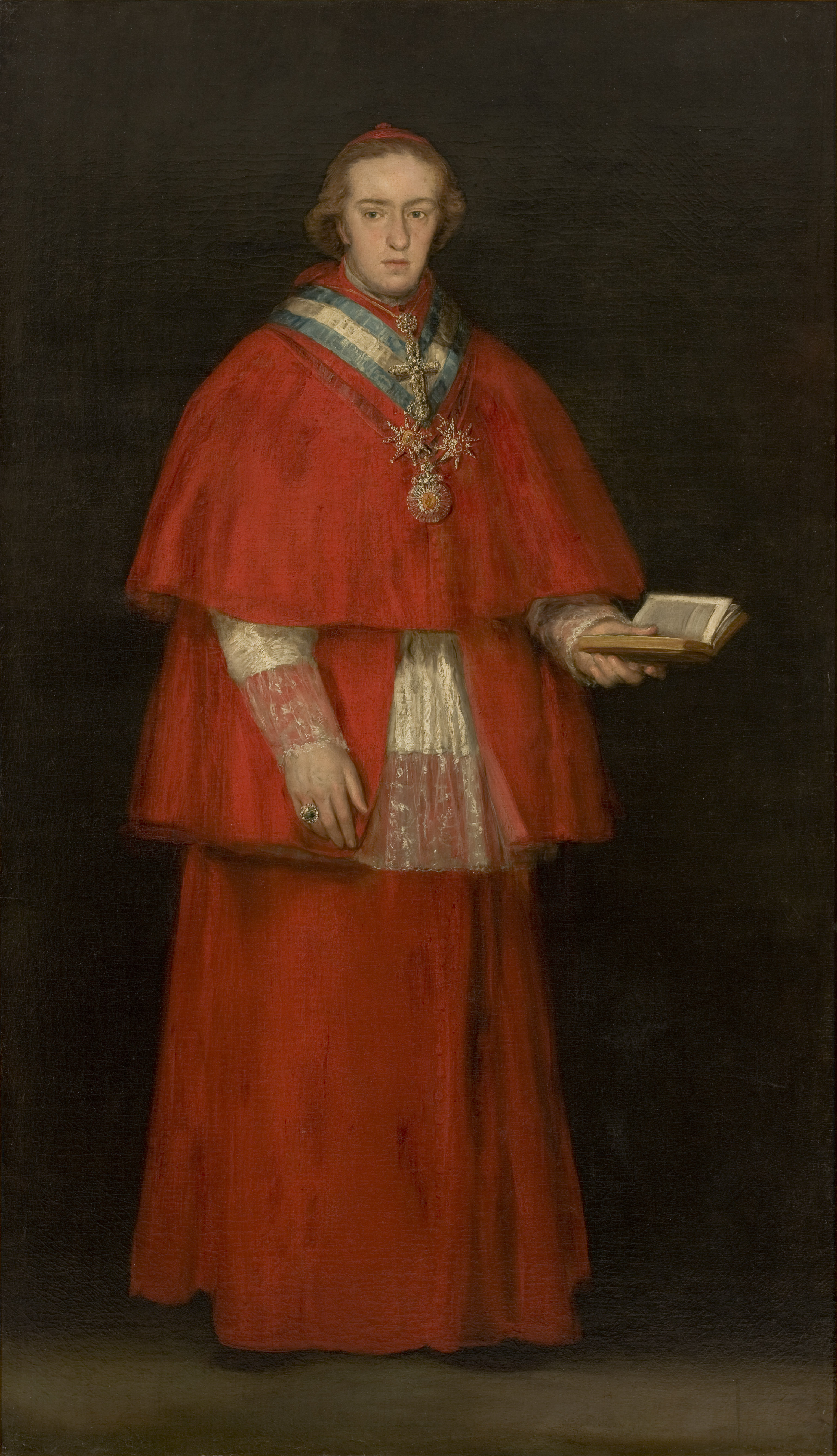
Kardynał Ludwik Maria de Borbón y Vallabriga, Goya, 1800

W przeciwieństwie do ojca Ludwik Maria nie sprzeciwiał się narzuconej roli, gdyż miał powołanie do kapłaństwa. Francisco de Lorenzana, uczony kardynał i przyjaciel jego ojca, kształcił go na swojego następcę, arcybiskupa Toledo i przyszłego kardynała. Ludwik Maria zamieszkał w pałacu arcybiskupim, gdzie nie miał osobistej służby, gdyż Lorenzana uważał, że skorzysta na wychowaniu bez luksusu. Kardynał, który częściej przebywał w Madrycie niż w Toledo, powierzył jego edukację Miguelowi de Ramón y Linacero.
Otrzymał święcenia kapłańskie 13 marca 1793 i mianowano go archidiakonem Talavery. 15 marca 1799 został arcybiskupem Sewilli, a 20 października 1800 otrzymał nominację kardynalską z tytułem kardynała Kościoła Matki Bożej na Schodach. 22 grudnia 1800 został mianowany arcybiskupem Toledo. Funkcja ta wiązała się z wysokimi dochodami, które kardynał przekazał swojej matce i siostrom. Sukcesywnie przekazywał im także swoją część spadku, do którego należały m.in. pałac w Arenas de San Pedro, Boadilla del Monte, dzieła sztuki i zbiór eksponatów historii naturalnej z kolekcji ojca. Z całego majątku zachował jedynie kilka przedmiotów o wartości sentymentalnej.
Z okazji kreacji kardynalskiej w Toledo odbyły się liczne uroczystości. Goya, nadworny malarz Karola III, namalował wielkoformatowy portret Kardynał Ludwik Maria Burbon y Vallabriga. Ludwik Maria został przedstawiony w kardynalskich szatach i z tradycyjnymi odznaczeniami rodziny królewskiej, przyznanymi mu przez króla. Na jego piersi widać biało-niebieską wstęgę z Krzyżem Wielkim Orderu Karola III, czerwoną wstęgę z Orderem św. Januarego i niebieską z francuskim Orderem Ducha Świętego. Wykonano dwie kopie tego obrazu, możliwe, że były prezentem dla jego sióstr.

### Wojna niepodległościowa

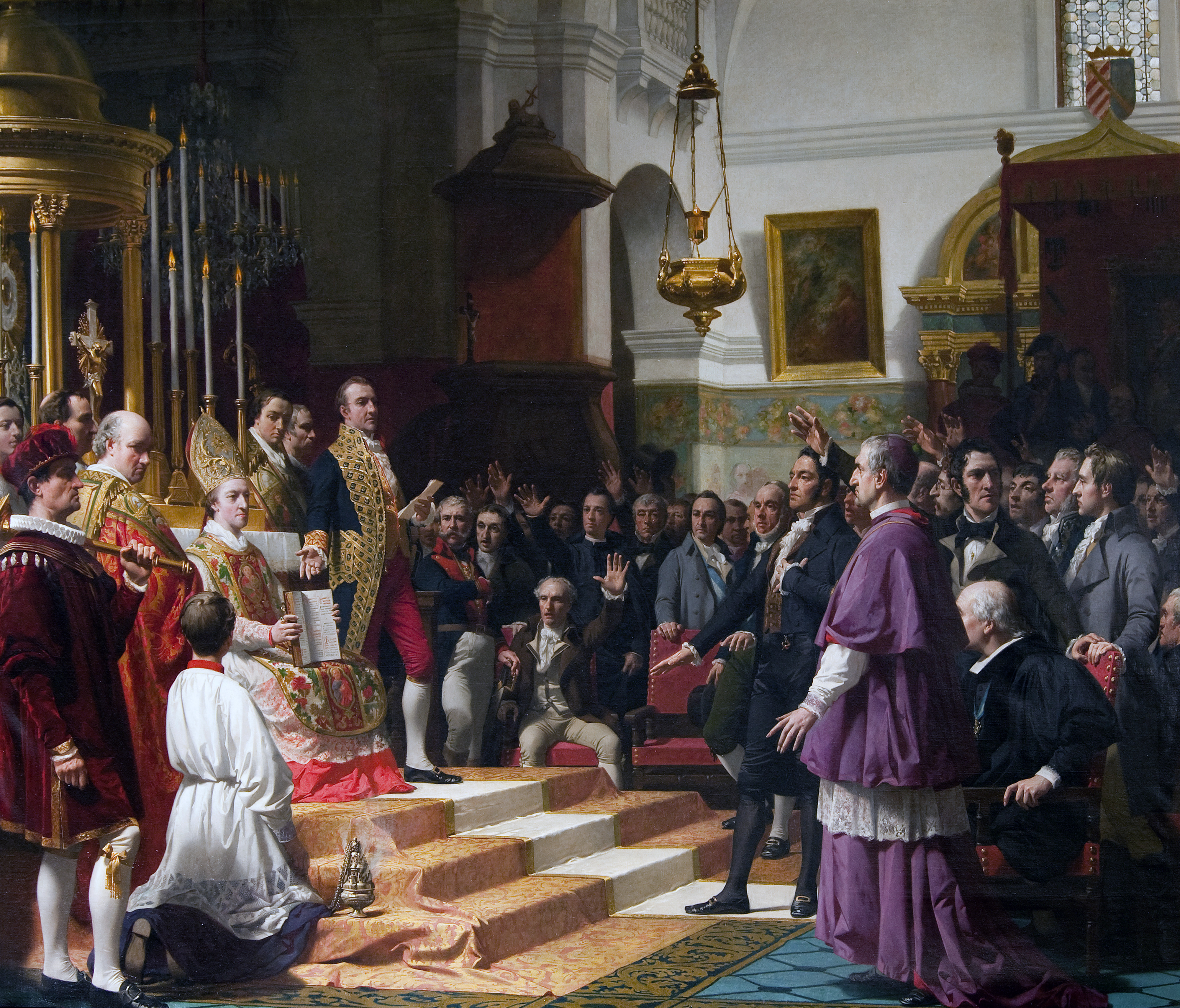
Kardynał Ludwik Maria odbierający przysięgę deputowanych na Kortezach w Kadyksie w 1810, José Casado del Alisal

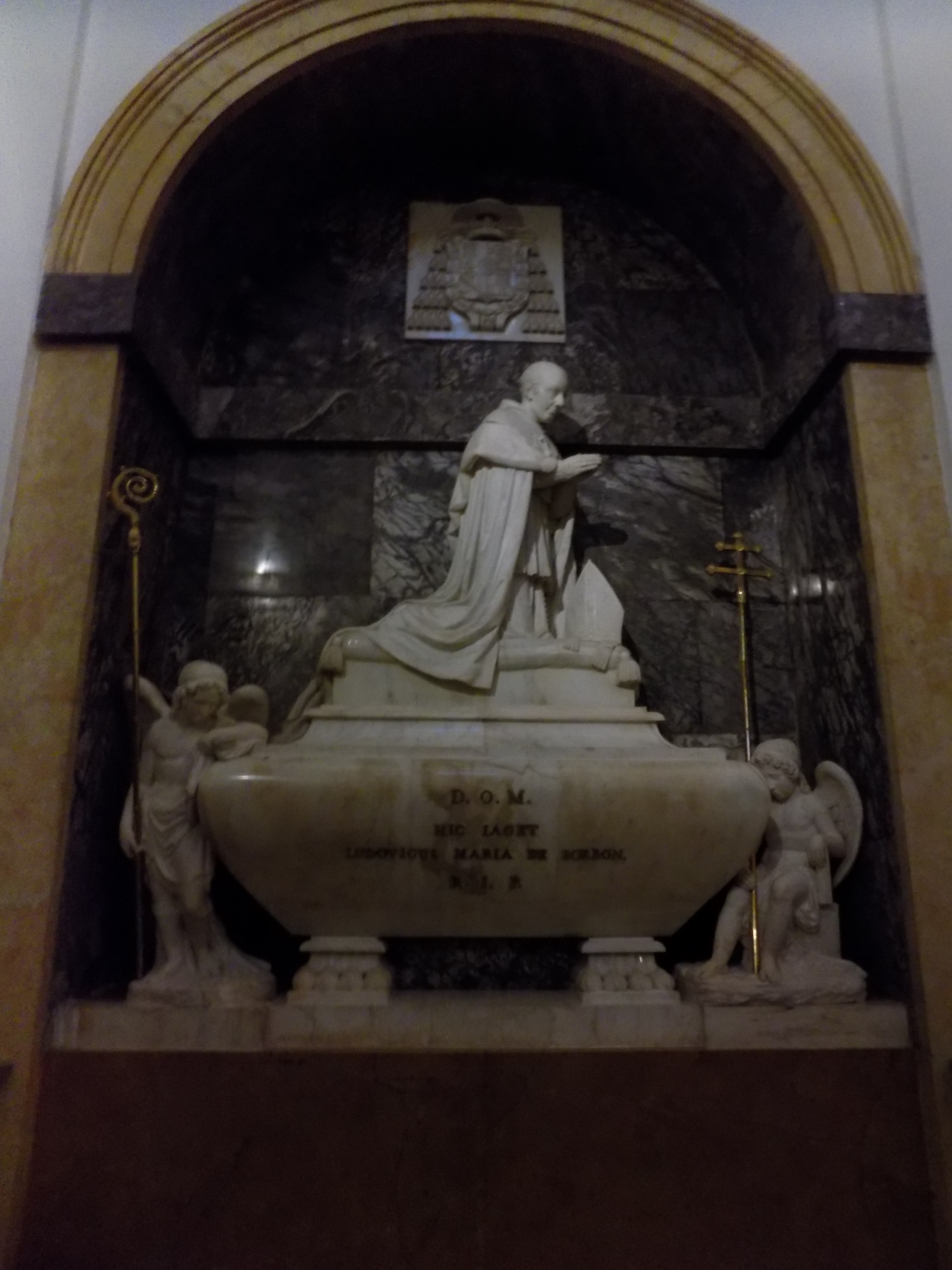
Nagrobek kardynała w Katedrze Najświętszej Marii Panny w Toledo, rzeźba Valeriana Salavatierry

17 marca 1808 na obrzeżach Madrytu wybuchły zamieszki w Aranjuez, spowodowane polityką Manuela Godoya, szwagra kardynała, która doprowadziła do francuskiej inwazji na Półwysep Iberyjski. Godoy został aresztowany, a Karol IV abdykował na rzecz syna, Ferdynanda VII. Nieszczęśliwa w małżeństwie Maria Teresa porzuciła męża i przeniosła się do Toledo pod opiekę brata. 2 maja 1808 wybuchło ludowe powstanie przeciwko francuskim najeźdźcom, następnie Ferdynand VII abdykował na rzecz Napoleona, a ten na rzecz swojego brata Józefa. Ludwik Maria jako kardynał i arcybiskup Toledo był zmuszony złożyć przysięgę wierności Józefowi I. W kraju zawiązały się prowincjonalne junty, które zajęły się organizacją oporu. W lipcu 1808 Hiszpanie wygrali bitwę pod Bailén, a w sierpniu odbili Madryt.
We wrześniu 1808 powstała Junta Central Suprema pod przywództwem hrabiego Floridablanki. W 1809 Napoleon ponownie zajął cały półwysep, oprócz Kadyksu, chronionego przez angielską i hiszpańską flotę. Ludwik Maria i jego siostra uciekli z Toledo do Andaluzji, gdzie działała Junta. Kardynał brał czynny udział w działaniach obozu liberalnego.
Kardynał sankcjonował dekret powołujący zgromadzenie nowych Kortezów w Kadyksie, we wrześniu 1810. Ludwik Maria celebrował mszę w kościele św. Piotra i Pawła oraz odebrał przysięgę lojalności deputowanych. Kortezy wcieliły w życie wiele idei liberalnych, między innymi kardynał podpisał dekret o zniesieniu Inkwizycji. W 1812 Kortezy uchwaliły pierwszą hiszpańską konstytucję. Ludwik Maria, będący jedynym członkiem rodziny królewskiej na hiszpańskiej ziemi, został regentem aż do powrotu Ferdynanda VII.
W 1813 Napoleon podpisał traktat w Valençay, uwolnił Ferdynanda VII z niewoli i uznał jego prawa do tronu. W 1814 w Madrycie została ustanowiona Rada Regencyjna, do której należał kardynał Ludwik Maria. W styczniu tego samego roku w Madrycie zebrały się Kortezy, które postanowiły nie uznawać Ferdynanda VII za króla, dopóki ten nie zaakceptuje konstytucji. W tym samym roku kardynał udzielił zgody nadwornemu malarzowi Franciscowi Goi na namalowanie dwóch płócien upamiętniających wydarzenia z 2 i 3 maja 1808 – Rozstrzeliwanie powstańców madryckich i Szarżę mameluków.

### Monarchia absolutna
Kiedy 22 marca 1814 Ferdynand VII wrócił do Hiszpanii, kardynał w charakterze regenta wręczył mu konstytucję, jednak król odmówił jej zaprzysiężenia i wymusił przekazanie mu władzy. Było to jednoznaczne z przywróceniem monarchii absolutnej w kraju, król restytuował także Inkwizycję. Członkowie Rady Regencyjnej i deputowani zostali aresztowani, z wyjątkiem kardynała, który został zmuszony do wyjazdu i pozostania w Toledo. Musiał także zrezygnować z funkcji i dochodów arcybiskupa Sewilli.
Okres oddalenia od dworu trwał do 1820, kiedy w Hiszpanii rozpoczęło się trzylecie liberalne. Ferdynand VII był zmuszony zaakceptować konstytucję Hiszpanii z 1812 oraz powołać liberalny rząd. 9 marca 1820 powstała rządząca państwem Junta Provisional Consultiva, której przewodniczył kardynał Ludwik Maria. Pierwszym ministrem został książę San Fernando, mąż jego najmłodszej siostry Marii Ludwiki. Dawny rząd konstytucyjny zaoferował kardynałowi miejsce w Radzie Państwa. Ludwik Maria napisał list pasterski do wiernych wspierający konstytucję. 9 lipca 1820 otrzymał Order Złotego Runa.
Kardynał zmarł 19 marca 1823 w madryckim pałacu arcybiskupim, mając w pobliżu umiłowany kościół świętych Pastora i Justa. Niedługo potem zakończyło się trzylecie liberalne i Hiszpania powróciła do absolutyzmu. Kardynał został pochowany w zakrystii Katedry Najświętszej Marii Panny w Toledo. Neoklasyczny alabastrowy nagrobek został wykonany w 1824 w Rzymie przez Valeriana Salavtierrę, nadwornego rzeźbiarza.